# LaMichael James
LaMichael Keondrae James (New Boston, 22 ottobre 1989) è un giocatore di football americano statunitense che gioca nel ruolo di running back per i Miami Dolphins della National Football League (NFL). Fu scelto nel corso del secondo giro (61º assoluto) del Draft NFL 2012 dai San Francisco 49ers. Al college ha giocato a football ad Oregon.

## Carriera universitaria
Nel 2010, James giocò una stagione d'alto livello, correndo per 1.682 yard durante la stagione regolare, la cifra più alta della nazione. Terminò terzo nelle votazioni dell'Heisman Trophy e ricevette Doak Walker Award come miglior running back nel college football. Nel 2011 divenne il leader di tutti i tempi dell'Università dell'Oregon per yard corse in carriera, correndone altre 1.805 quella stagione. Le sue 5.082 yard totali su corsa lo posero al secondo posto di tutti i tempi nella Pacific-12 e al 14º posto nella storia della NCAA.

## Carriera professionistica

### San Francisco 49ers
James fu scelto nel corso del secondo giro del Draft 2012 dai San Francisco 49ers. Il suo debutto come professionista avvenne nella settimana 14 contro i Miami Dolphins in cui corse 30 yard su 8 tentativi e ricevette un passaggio da 15 yard da Colin Kaepernick.
Nella finale della NFC in trasferta contro i numero 1 del tabellone, gli Atlanta Falcons, James segnò un touchdown nella vittoria che qualificò i Niners per il loro primo Super Bowl dal 1994.. Nel Super Bowl XLVII James corse 3 volte per 10 yard e perse un fumble, coi 49ers che furono sconfitti 34-31 dai Baltimore Ravens.
Nel 2013, James disputò 10 partite, nessuna come titolare, correndo solamente 12 volte per 59 yard e perdendo due fumble. Fu svincolato l'8 settembre 2014.

### Miami Dolphins
Il 30 settembre 2014, James firmò con la squadra di allenamento dei Miami Dolphins. Fu promosso nel roster attivo il 10 novembre dopo l'infortunio che pose fine alla stagione di Branden Albert.

## Palmarès

### Franchigia
- National Football Conference Championship: 1

San Francisco 49ers: 2012

### Individuale
- Doak Walker Award - 2010

## Statistiche
| Partite totali      | 17  |
| Partite da titolare | 0   |
| Yard corse          | 193 |
| Touchdown su corsa  | 0   |

Statistiche aggiornate alla stagione 2014